# Francisco de Melo (1520-1588)
Francisco de Melo (1520-1588) fue un noble y escritor portugués, II marqués de Ferreira, II conde de Tentúgal, y miembro de la dinastía de Braganza.
Fue el principal impulsor de la construcción del convento de Nuestra Señora de la Natividad, en Tentúgal, que se inició el 16 de julio de 1560 y que fue financiado con los fondos del hospital local. Así mismo, entregó grandes cantidades de dinero para el mantenimiento y financiamiento del convento, como 200 000 reales en 1584.
En cuanto a su trabajo literario, fue un férreo crítico de las crónicas de algunos autores como Damião de Góis, a quienes reprochaba «las sucias descripciones en sus escritos», señalando que la función de las crónicas «es mencionar lo que pueda reflejar crédito a los reyes y a los grandes» y censurar el resto. Sus críticas se encuentran recopiladas en el volumen IX, Itemis comtra os erros da Chronica.

## Familia
Era hijo de Rodrigo de Melo y de Leonor de Almeida y Pereira. En 1549 se casó con Eugenia de Braganza (1525-Lisboa, 1559), hija del duque Jaime I de Braganza y de su segunda esposa, Joanna de Mendonça. De este matrimonio nació:
- Nuno Álvares Pereira de Melo] (m. febrero de 1597), III conde de Tentúgal.[4][6] Casó con Mariana de Moscoso Osorio y Castro, hermana de Lope de Moscoso Osorio, V conde de Altamira y fueron padres de Francisco Álvares Pereira de Melo, casado con Juana Pimentel y Moscoso, hija de Antonio Pimentel.[5]